# Ю Несбе
Ю Не́сбе (Ю Не́сбьо, Ю Несбо, норв. Jo Nesbø, МФА: [ˈjuː ˈnesbøː]; нар. 29 березня 1960, Осло, Норвегія) — норвезький письменник, економічний оглядач, а також вокаліст та автор пісень поп/рок-групи Di Derre.
Популярність Ю принесли детективні романи про інспектора Гаррі Голе (Harry Hole) та дитячі книги про доктора Проктора. Є володарем кількох літературних премій. Станом нa 2019 piк його твори перекладено 40-ка мовами, книги Ю продано накладом понад 33 млн примірників у світі.

## Життєпис
Несбе народився в Осло та виріс у Молде. Його мати працювала бібліотекаркою, тому в майбутнього письменника досить рано з'явився інтерес до літератури.
З ранніх років Ю захоплювався футболом — у 17 років грав за футбольний клуб «Молде», поки не отримав серйозну травму коліна. Через це захоплення оцінки у школі були досить посередніми, що не дозволило юнаку вступити до університету. Після закінчення школи три роки служив в армії, де активно займався самоосвітою. Після закінчення служби в армії Несбе вступив до Норвезької школи економіки, здобув фах економіста.
Після закінчення школи економіки Ю працював брокером і журналістом. У 1992 році став співзасновником групи «Ді Дерре», яка в 1994 році з альбомом «Jenter & sånn» згідно з VG-lista посіла перше місце в Норвегії за кількістю продажів.
Несбе — автор серії детективних романів, головним героєм яких є інспектор поліції Гаррі Голе (норв. Harry Hole). Його дебютний роман «Нетопир» (норв. Flaggermusmannen) (1997) був визнаний кращим детективом Скандинавії, удостоївся у критиків звання «миттєвого бестселера» й приніс письменнику престижну літературну премію Рівертона та нагороду «Скляний Ключ», які вручаються у скандинавських країнах у сфері детективної літератури. Ю також є автором серії дитячих книг, головним героєм яких є доктор Проктор (норв. Doktor Proktor).
Романи Несбе перекладені англійською, чеською, данською, фінською, французькою, литовською, нілерландською, німецькою, польською, португальською, українською, російською та шведською мовами.
Фільм 2011 року «Мисливці за головами» (норв. Hodejegerne) екранізований за однойменним романом Несбе.
2008 року Ю взявся за сценарій історії про гібридну війну Росії проти Норвегії, за яким вже 2015 року зняли серіал «Окуповані».
У житті Несбе захоплюється скелелазінням — він підіймається по альпіністським трасах категорії 7с. Живе в Осло, поруч із колишньою дружиною і дочкою.

## Творчий шлях
Несбе представляє агентство Salomonsson Agency.

### Серія романів про Гаррі Голе
Серія описує Гаррі Голе, співробітника кримінальної поліції Осло, що пізніше перейшов в Національну службу кримінальних розслідувань(Kripos). Гаррі Голе страждає від алкоголізму (боротьба з яким проходить через всі книги серії), працює над розкриттям злочинів у норвезькій столиці, а також часом в інших країнах, від Австралії до Республіки Конго. Голє, незважаючи на пристрасть до спиртного і важкий характер, розкриває справи і затримує небезпечних злочинців, таких, як серійні вбивці, грабіжники банків і члени російської мафії в Осло. Гаррі Голе також витрачає чимало часу на боротьбу з власними кошмарами, викликаними алкоголізмом і нестійкою психікою. Гаррі сумує за загиблими друзями, їхні образи постійно нагадують йому про минуле. Романи про Гаррі Голе є багатошаровими, гостросюжетними.

### Серія романів про Доктора Проктора
Серія описує історію доктора Проктора, божевільного професора, який чекає свого зоряного часу, його сусідки Лісе і її специфічного приятеля Буллі. Іноді показуються на горизонті злісні близнюки Трульс і Трюм Тране. Серія нагадує книги Роальда Даля. У ній йдеться про «важливість того, щоб бути тим, хто ти є, і про здатність людського творчого потенціалу і уяви надавати вам хоробрість для того, щоб бути собою».

### Серія романів про Улава Югансена
У жовтні 2013 року було оголошено, що британське видавництво Harvill Secker придбало права на дві нові книги Ю Несбе, «Кров на снігу» та «Кров на снігу 2», що передбачали публікацію під псевдонімом «Том Югансен», відповідно, восени 2014 та навесні 2015 року. Напередодні Ю працював над романом про викрадення письменника на ім'я Том Югансен і його захопила ідея спочатку видати романи від імені персонажа. Попри попередні плани, видання відбулося дещо пізніше і під власним іменем автора.
У жовтні 2013 року також повідомлялося, що кінокомпанія Warner Bros. купує права на роман «Кров на снігу» і планує створити фільм за його мотивами з Леонардо Ді Капріо на місці продюсера та, можливо, виконавця головної ролі.

### Інші проєкти
Новий телевізійний детективний серіал під назвою Occupied («Окуповані»), заснований на концепції Несбе, проведений спільно NRK в Норвегії і французько-німецькою телемережею ARTE, вийшов на екрани 2015 року. Компанія Yellow Bird, шведський продюсерський центр, який зняв серіал Wallander і фільми «Мисливці за головами» та «Дівчина з татуюванням дракона», розпочала роботу над першим сезоном з десяти епізодів 2014 року. Серіал описується як багатошаровий політичний трилер, який представляє події, які могли б статися, якби в Норвегію на прохання Євросоюзу вторглася Росія, щоб відновити безперебійні поставки нафти і газу в Європу.

### Серія книг проУлава Югансена
- Blod på snø (2015) (укр. «Кров на снігу», 2015)
- Mere blod (2015) (укр. «Ще більше крові», 2017)

### Серія книг проГаррі Голе
- Flaggermusmannen (1997) (укр. «Нетопир», 2011)
- Kakerlakkene (1998) (укр. «Таргани», 2010)
- Rødstrupe (2000) (укр. «Червоногрудка», 2012)
- Sorgenfri (2002) (укр. «Безтурботний», 2013)
- Marekors (2003) (укр. «Пентаграма», 2014)
- Frelseren (2005) (укр. «Спаситель», 2014)
- Snømannen (2007) (укр. «Сніговик», 2014)
- Panserhjerte (2009) (укр. «Леопард», 2014)
- Gjenferd (2011) (укр. «Привид», 2013)
- Politi (2013) (укр. «Поліція», 2013)
- Tørst (2017) (укр. «Жага»)
- Kniv (2019) (укр. «Ніж»)
- Blodmåne (2022) (укр. «Вбивчий місяць»)

### Серія книг зДоктором Проктором
- Doktor Proktors prompepulver (2007) (Англ.: Doctor Proctor's Fart Powder)
- Doktor Proktors tidsbadekaret (2008) (Англ.: Doctor Proctor's Fart Powder: Bubble in the Bathtub)
- Doktor Proktor og verdens undergang. Kanskje (2010) (Англ.: Doctor Proctor's Fart Powder: Who Cut the Cheese?, також відома як Doctor Proctor's Fart Powder: The End of the World. Maybe)
- Doktor Proktor og det store gullrøveriet (2012) (Англ.: Doctor Proctor's Fart Powder: The Great Gold Robbery)

### Окремі книги
- Karusellmusikk (2001) — короткі оповідання
- Det hvite hotellet (2007) (укр. «Білий готель»)
- Hodejegerne (2008) (укр. «Мисливці за головами», 2013) — екранізація роману: фільм «Мисливці за головами» (2011).
- Sønnen (2014) (укр. «Син», 2014)
- Macbeth  (2018) (укр. «Макбет», 2018)
- The Kingdom (2020) (Королівство)[14]

## Переклади українською
Станом на 2018 рік українське видавництво Фоліо переклало українською 14 творів Ю Несбе, включно з романами «Нетопир», «Червоногрудка», «Безтурботний», «Привид», «Мисливці за головами», «Таргани», «Леопард», «Сніговик», «Пентаграма», «Поліція», «Спаситель», «Син», «Кров на снігу», «Кров на снігу ІІ: ще більше крові».
- Таргани: роман / Ю. Несбьо; пер. Христина Дуброва; худож.-оформлювач Д. О. Самойленко. — Харків: Фоліо, 2010. — 381 с. — (Карта світу) — ISBN 978-966-03-6507-0 (передрук 2013, 2018)
- Нетопир: роман / Ю. Несбьо; переклад Володимир Верховень; худож.-оформлювач О. Г. Жуков. — Харків: Фоліо, 2011. — 381 с. — (Карта світу). (передрук 2018)
- Червоногрудка: роман / Ю. Несбьо; переклад Володимир Верховень; худож.-оформлювач О. Г. Жуков. — Харків: Фоліо, 2012. — 542 с. — (Карта світу).
- Безтурботний: роман / Ю. Несбьо; переклад В. С. Бойка; худож.-оформлювач О. Г. Жуков. — Харків: Фоліо, 2013. — 607 с. — (Карта світу).
- Привид: роман / Ю. Несбьо; пер. Ю. Горбатька. — Харків: Фоліо, 2013. — 605 с. — ISBN 978-966-03-6354-0
- Мисливці за головами: роман / Ю. Несбьо; пер. Ю. Максименко. — Харків: Фоліо, 2013. — 285 с. — ISBN 978-966-03-6440-0
- Пентаграма: роман / Ю. Несбьо; пер. В. Бойка. — Харків: Фоліо, 2014. — 445 с. — ISBN 978-966-03-6877-4
- Син: роман / Ю. Несбьо; пер. В. Чайковського; худож.-оформлювач Д. О. Самойленко. — Харків: Фоліо, 2014. — 574 с. — ISBN 978-966-03-7041-8
- Леопард: роман / Ю. Несбьо; пер. Ю. Григоренка; худож.-оформлювач Д. О. Самойленко. — Харків: Фоліо, 2014. — 767 с. — ISBN 978-966-03-6892-7
- Спаситель: роман / Ю. Несбьо; пер. Ю. Григоренка. — Харків: Фоліо, 2014. — 510 с. — ISBN 978-966-03-7036-4
- Сніговик: роман / Ю. Несбьо; пер. Т. Безматьєва. — Харків: Фоліо, 2014. — 511 с. — ISBN 978-966-03-6757-9
- Поліція: роман / Ю. Несбьо; пер. Марія Козлова; Харків: Фоліо, 2014. — 670 с. — (Карта світу) — ISBN 978-966-03-7524-6
- Кров на снігу / Ю. Несбьо; пер. Володимир Чайковський. — Харків: Фоліо, 2015. — 224 с. — ISBN 978-966-03-7319-8
- Кров на снігу ІІ: ще більше крові / Ю. Несбьо; пер. Володимир Чайковський. — Харків: Фоліо, 2017. — 288 с. — ISBN 978-966-03-7888-9
- Макбет / Ю. Несбьо; пер. Володимир Горбатько. — Київ: KM Books, 2018. — 600 с. — ISBN 978-966-948-073-6
- Пукальний порошок доктора Проктора / Ю Несбе; пер. Володимир Криницький. — Тернопіль: Навчальна книга — Богдан, 2020. — 224 с. — ISBN 978-966-10-6280-0
- Ю Несбьо. Жага / пер. з норв. Ольга Бойко. — К. : Видавнича група КМ-БУКС, 2021. — 576 с. — ISBN 978-966-948-556-4.